# Litoria nigrofrenata
Litoria nigrofrenata är en groddjursart som först beskrevs av Günther 1867.  Litoria nigrofrenata ingår i släktet Litoria och familjen lövgrodor. IUCN kategoriserar arten globalt som livskraftig. Inga underarter finns listade i Catalogue of Life.